# Centro (Nova Friburgo)
Centro é o principal bairro do município brasileiro de Nova Friburgo no interior do estado do Rio de Janeiro, sendo sua sede. De acordo com o Instituto Brasileiro de Geografia e Estatística (IBGE), sua população no ano de 2022 era de 14.233 habitantes.
Bairro criado pelo Projeto de Lei 4.488/09, que oficializou os nomes dos bairros de Nova Friburgo do 1º e 6º distritos. O projeto foi sancionado pelo prefeito Heródoto Bento de Mello e tornou-se a Lei Municipal número 3.792/09.
O Centro também concentra grande parte do comércio da cidade. A Avenida Alberto Braune, principal via da cidade, que concentra boa parte do comércio e de prestadores de serviço, e inclusive a Prefeitura, se localiza no Centro.

## Galeria

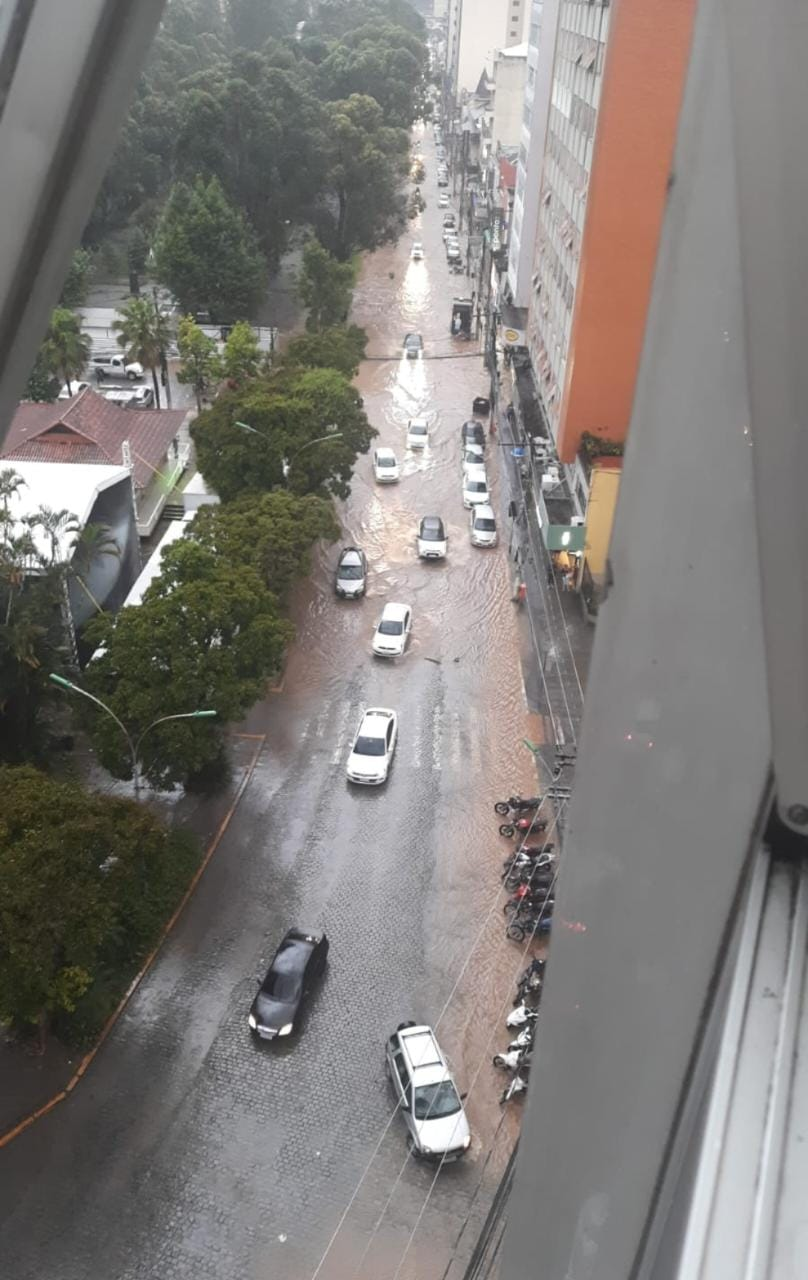
Rua alagada em fevereiro de 2023
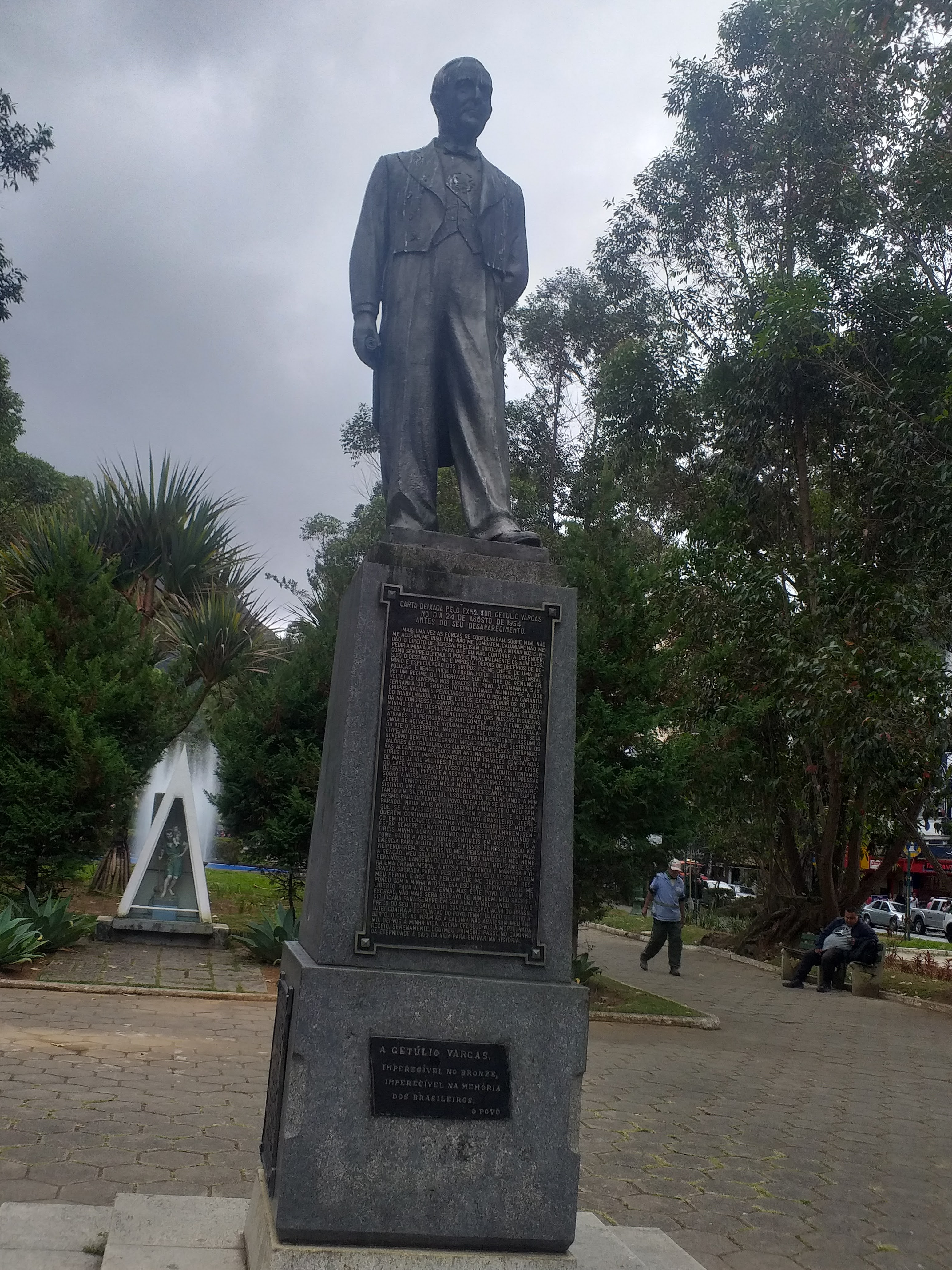
Praça Getúlio Vargas
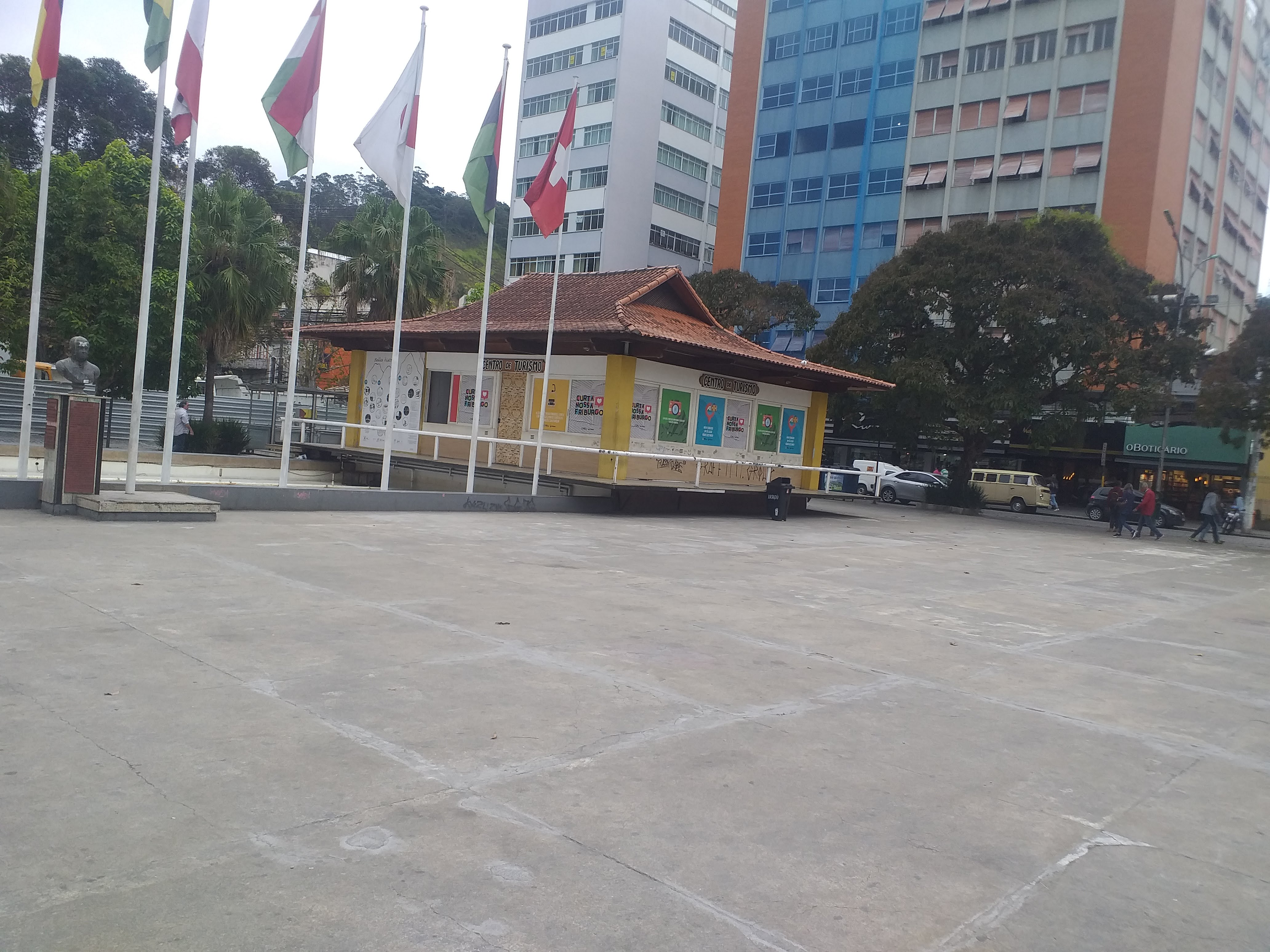
Praça Demerval Barbosa Moreira